# Мансуров, Михаил Филиппович
Михаил Филиппович Мансуров (узб. Mansurov Mixail Filippovich; 1916 — 1993) — советский,  узбекский актёр театра и кино. Народный артист СССР (1978).

## Биография
Михаил Мансуров родился 15 (28) октября 1916 года в посёлке Качкарский прииск (ныне город Пласт, Челябинская область, Россия) (по другим источникам — в Екатеринбурге).
В 1937 году окончил Свердловское театральное училище (ныне Екатеринбургский государственный театральный институт).
В 1937—1948 годы — актёр Свердловского драматического театра. В 1948—1949 годах играл в Одесском театре Советской Армии (ныне — Львовский драматический театр имени Леси Украинки). В 1949—1950 годах — актёр Иркутского драматического театра.
С 1951 года — актёр Ташкентского русского драматического театра им. М.Горького (ныне Русский драматический театр Узбекистана). Также играл в Узбекском академическом театре драмы им. Хамзы (с 2001 — Узбекский национальный академический драматический театр) в Ташкенте.
Скончался  24 декабря 1993 года в Ташкенте. Похоронен на Боткинском кладбище.

## Звания и награды
- Народный артист Узбекской ССР (13.11.1964)[5]
- Народный артист СССР (1978)
- Орден Трудового Красного Знамени (1986)
- Орден «Знак Почёта» (1959)[6]
- Медали

## Творчество

### Роли в театре
- 1952 — «Шелковое сюзане» А. Каххара — Дехканбай
- 1954 — «Настоящий человек» Т. И. Лондона по повести Б. Н. Полевого «Повесть о настоящем человеке» — Маресьев
- 1962 — «Яков Богомолов» М. Горького — Яков Богомолов
- 1964 — «Чайка» А. П. Чехова — Тригорин
- 1970 — «Между ливнями»[7] А. П. Штейна — Ленин
- «Жизнь Клима Самгина» по роману М. Горького — Клим Самгин
- «Ромео и Джульетта» У. Шекспира — Ромео
- «Вишнёвый сад» А. П. Чехова — Трофимов
- «Дон Карлос» Ф. Шиллера — Маркиз де Поза
- «На дне» М. Горького — Лука
- «Тайны паранджи» Хамзы — Рустам
- «Утро Востока» — Салохиддин.

### Роли в кино
- 1955 — «Встретимся на стадионе» — Рустам
- 1965 — «Перекличка» — эпизод
- 1965 — «Хочу верить» — Михайлов
- 1977-1984 — «Огненные дороги» — Вотинцев.